# Ирис Фостера
И́рис Фо́стера, или Юно́на Фостера (лат. Iris fosteriana, также Juno fosteriana) — вид декоративных однодольных растений, входящий в подрод Scorpiris рода Ирис (Iris) (по другой классификации — в соответствующий этому подроду самостоятельный род Юнона (Juno)).
Растение впервые описано британскими ботаниками Джеймсом Эдвардом Тирни Эйчисоном и Джоном Гилбертом Бейкером в 1888 году.

## Распространение, описание

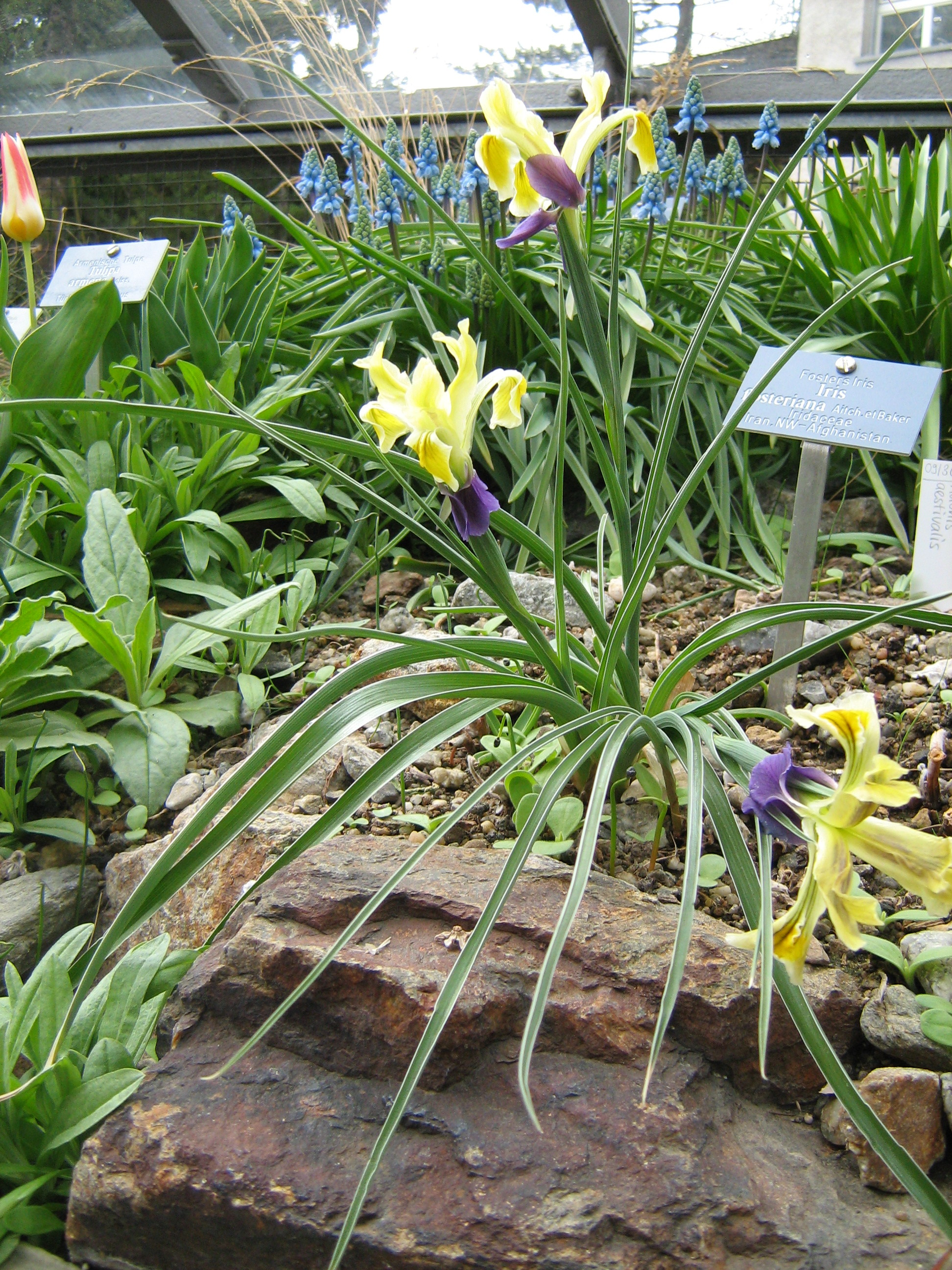
Группа растений в ботаническом саду Берна

Распространён в Афганистане, Иране и Туркменистане; описан из Афганистана.
Клубневой геофит. Луковица 0,8—1,2 см толщиной, удлинённая, покрытая сухими чешуйками бурого цвета. Стебель высотой 5—20 см, несёт до четырёх цветков. Цветки размером 4—5 см; наружные доли околоцветника бледно-жёлтого цвета, внутренние — бледно-фиолетового. Цветёт весной, плодоносит в конце весны—начале лета.
Число хромосом — 2n=18.

## Значение
Может использоваться в селекции.

## Синонимы
Синонимичные названия:
- Juno fosteriana (Aitch. & Baker) Rodion.
- Iris caucasica var. bicolor Regel